# 方樹福堂基金方樹泉小學

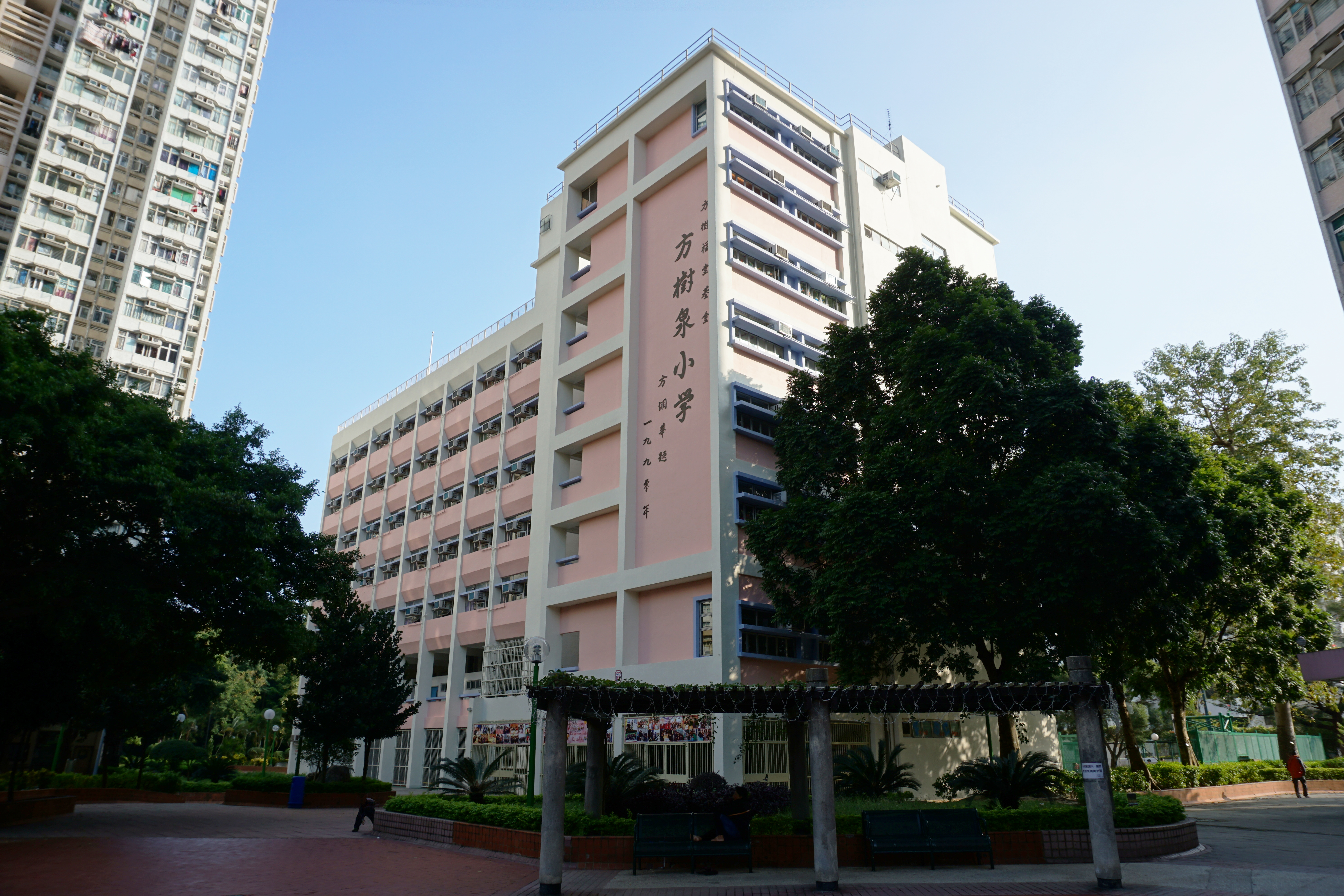
校舍北面

方樹福堂基金方樹泉小學（英語：Fong Shu Fook Tong Foundation Fong Shu Chuen Primary School）是一間位於香港北區的津貼資助小學，地址為新界粉嶺華明邨第二期校舍，1990年創校，致力培育學生「德、智、體、群、美」全人教育目標，使學生能成為良好公民。

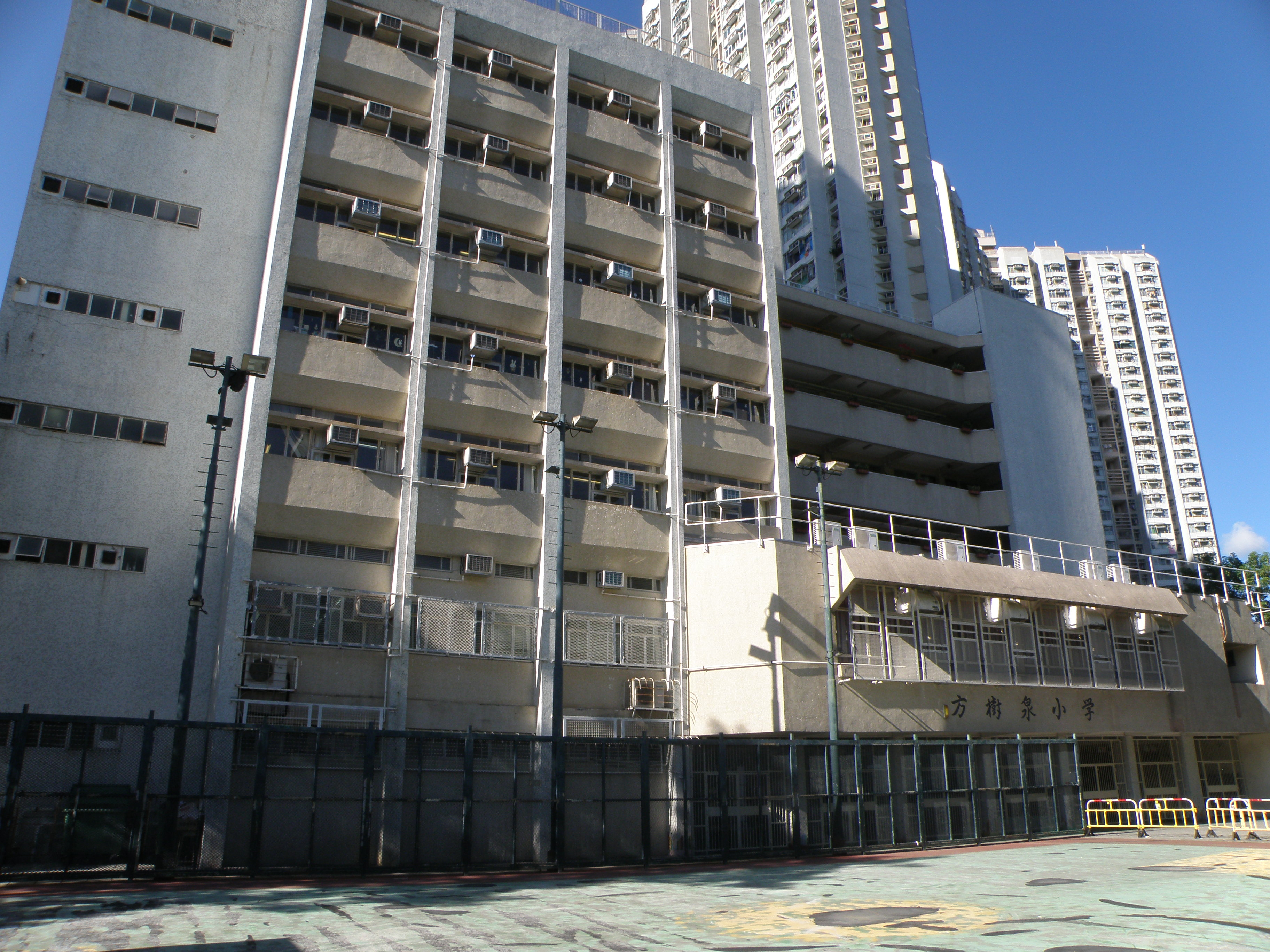
翻油前

## 外部連結
- 方樹福堂基金方樹泉小學學校網頁 （页面存档备份，存于）
- SCHOOLAND介紹 （页面存档备份，存于）
- 粉嶺方樹福堂基金方樹泉小學廿週年校慶[]